# LEGO Jurassic World - La leggenda di Isla Nublar
LEGO Jurassic World - La leggenda di Isla Nublar (Lego Jurassic World: Legend of Isla Nublar) è una serie televisiva animata non canonica composta da 13 episodi e prodotta da LEGO, basata sul film Jurassic World (primo film dell'omonima trilogia e quarto capitolo della serie cinematografica originale di Jurassic Park). In Italia è stata trasmessa su Boing e Cartoon Network.

## Trama
La serie si svolge a Jurassic World, un parco a tema di dinosauri su Isla Nublar. Il gestore dei Velociraptor, Owen Grady, e la responsabile delle operazioni del parco, Claire Dearing, lavorano per impedire che il Jurassic World cada in rovina ignari che Danny Nedermeyer, nipote del disonesto tecnico Dennis Nedry, ha un programma segreto per rovinarlo.

## Episodi
| nº | Titolo originale           | Titolo italiano         | Prima TV Canada   | Prima TV USA      | Prima TV Italia |
| -- | -------------------------- | ----------------------- | ----------------- | ----------------- | --------------- |
| 1  | Mission: Critical!         | Missione critica        | 6 luglio 2019     | 14 settembre 2019 | 2020            |
| 2  | Stampede!                  | Carica!                 | 13 luglio 2019    | 21 settembre 2019 | 2020            |
| 3  | The Hybrid Horror!         | Il terrificante ibrido  | 20 luglio 2019    | 28 settembre 2019 | 2020            |
| 4  | Pteranodon't!              | Emergenza Pteranodonti! | 27 luglio 2019    | 5 ottobre 2019    | 2020            |
| 5  | The Power and the Peril!   | Corrente e pericoli     | 6 settembre 2019  | 12 ottobre 2019   | 2020            |
| 6  | Spit Take!                 | Dinosauro in fuga       | 9 settembre 2019  | 5 gennaio 2020    | 2020            |
| 7  | A Fish Story (Fish Story!) | Pesca notturna!         | 10 settembre 2019 | 12 gennaio 2020   | 2020            |
| 8  | Blown Away!                | Vento di promozione!    | 11 settembre 2019 | 19 gennaio 2020   | 2020            |
| 9  | Haunted and Hunted!        | Un fantasma!            | 12 settembre 2019 | 26 gennaio 2020   | 2020            |
| 10 | To the Extreme!            | In extremis             | 26 settembre 2019 | 2 febbraio 2020   | 2020            |
| 11 | Symptoms!                  | Sintomi!                | 11 ottobre 2019   | 16 febbraio 2020  | 2020            |
| 12 | Under the Volcano!         | Sotto il vulcano!       | 29 ottobre 2019   | 23 febbraio 2020  | 2020            |
| 13 | The Monsters and the Mech! | I mostri e il meca!     | 30 ottobre 2019   | 1º marzo 2020     | 2020            |

### Speciale
| Titolo originale                     | Titolo italiano                        | Prima TV USA                  | Prima TV Canada  | Prima TV Italia |
| ------------------------------------ | -------------------------------------- | ----------------------------- | ---------------- | --------------- |
| LEGO Jurassic World: Double Trouble! | LEGO Jurassic World - Doppio pericolo! | 23 agosto 2020 30 agosto 2020 | 22 novembre 2020 | 2020            |

## Doppiaggio
| Personaggio        | Doppiatore originale | Doppiatore italiano |
| ------------------ | -------------------- | ------------------- |
| Owen Grady         | Ian Hanlin           |                     |
| Claire Dearing     | Britt McKillip       |                     |
| Hudson Harper      | Nicholas Holmes      |                     |
| Danny Nedermeyer   | Adrian Petriw        |                     |
| Sinjin Prescott    | Andrew Kavadas       |                     |
| Henry Wu           | Vincent Tong         |                     |
| Vic Hoskins        | Alex Zahara          |                     |
| Dennis Nedry       | William Kuklis       |                     |
| Simon Masrani      | Dhirendra            |                     |
| Sedrick Masrani    | Shekhar Paleja       |                     |
| Allison Miles      | Bethany Brown        |                     |
| Larson Mitchell    | Kirby Morrow         |                     |
| Line Jumper        | Alison Matthews      |                     |
| Dianne             | Patricia Drake       |                     |
| Robbie             | Aidan Drummond       |                     |
| Mr. DNA            | Vincent Tong         |                     |
| Computer Interface | Alison Matthews      |                     |
| Alan Grant         | Bradley Duffy        |                     |
| Ian Malcolm        | Adrian Hough         |                     |